# NGC 59
NGC 59 es una galaxia lenticular localizada en la constelación de Cetus. Está ubicado en RA 00h 15m 25.4s, dec −21° 26′ 42″ (J2000), y tiene una magnitud aparente de 13.1. Es un miembro probable del Grupo de Sculptor. Está aproximadamente 14 o 17 millones de años luz de distancia.